# Náin II
En el universo imaginario de J. R. R. Tolkien, Náin II (2338 - 2585 T. E.) es un enano del linaje de Durin. Nacido en las Ered Mithrim, es hijo de Óin I. Bajo el reinado de Náin II, los Enanos vivieron plácidamente en las Ered Mithrim, hasta que fueron atacados por dragones. Tuvo dos hijos: Dáin I y Borin.
| Predecesor: Óin | Casa de Durin 2488 - 2585 T. E.           | Sucesor: Dáin I |
| Predecesor: Óin | Rey de las Ered Mithrim 2488 - 2585 T. E. | Sucesor: Dáin I |

- Datos: Q3423924